# 松戸市立旭町中学校
松戸市立旭町中学校（まつどしりつ あさひちょうちゅうがっこう、英: Matsudo municipal - Asahicho Junior High School）は、千葉県松戸市にある市立中学校。通称は「旭中」（あさひちゅう）。

## 概要
松戸市旭町1丁目に位置する。周辺には松戸市立旭町小学校や千葉県立松戸馬橋高等学校がある。

## 沿革
- 1985年（昭和60年）4月1日 - 松戸市立 古ヶ崎中学校、新松戸南中学校、第三中学校より分離開校。初代校長　多田揚太郎　着任
  - 4月8日 - 第1回入学式　239名入学
  - 5月14日 - 校章制定、生徒会設立
  - 7月 - プール完成　プール開き
  - 11月6日 - 校歌・校旗披露式

- 1986年（昭和61年）4月7日 - 第2回入学式　234名入学
  - 10月25日 - 東葛飾地方中学校駅伝大会第2位

- 1987年（昭和62年）3月14日 - 第1回卒業証書授与式
  - 4月1日 - 文部省指定 中学校生徒指導総合推進校並びに松戸市教育委員会指定生徒指導研究校となる。
  - 4月8日 - 第3回入学式　236名入学
  - 10月24日 - 東葛飾地方中学校駅伝大会初優勝

- 1988年（昭和63年）4月1日 - 第2代校長　南一征　着任
  - 4月6日 - 第4回入学式　229名入学

- 1989年（平成元年）4月8日 - 第5回入学式　194名入学
  - 4月15日 - 格技場落成式

- 1990年（平成2年）4月7日 - 第6回入学式　200名入学

- 1991年（平成3年）1月28日 - 千葉県学校保健優良学校賞受賞
  - 4月1日 - 第3代校長　福島　明　着任
  - 4月8日 - 第7回入学式　157名入学
  - 12月15日 - 女子駅伝関東大会出場

- 1992年（平成4年）4月8日 - 第8回入学式　146名入学
  - 12月12日 - 女子駅伝関東大会第3位

- 1993年（平成5年）2月15日 - 給食棟完成
  - 4月7日 - 第9回入学式　172名入学

- 1994年（平成6年）4月1日 - 千葉県・松戸市教育委員会より、生徒指導推進地域指定を受ける
  - 4月7日 - 第10回入学式　157名入学
  - 11月16日 - 創立10周年記念式典

- 1995年（平成7年）4月1日 - 第4代校長　山内幸治　着任 
  - 4月7日 - 第11回入学式　147名入学

- 1996年（平成8年）4月8日 - 第12回入学式　163名入学

- 1997年（平成9年）4月1日 - 第5代校長　山根恭平　着任 
  - 4月8日 - 第13回入学式　162名入学

- 1998年（平成10年）4月8日 - 第14回入学式　146名入学

- 1999年（平成11年）4月1日 - 女子駅伝関東大会優勝。第6代校長　永井理雄　着任 
  - 4月7日 - 第15回入学式　127名入学
  - 12月5日 - 女子駅伝関東大会優勝

- 2000年（平成12年）4月7日 - 第16回入学式　128名入学

- 2001年（平成13年）4月9日 - 第17回入学式　129名入学

- 2002年（平成14年）4月1日 - 第7代校長　濱田重道　着任
  - 4月10日 - 第18回入学式　107名入学

- 2003年（平成15年）4月10日 - 第19回入学式　106名入学

- 2004年（平成16年）4月1日 - 第8代校長　嚇多幸男　着任
  - 4月10日 - 第20回入学式　121名入学
  - 7月 - 創立20周年記念事業

- 2005年（平成17年）4月8日 - 第21回入学式　115名入学

- 2006年（平成18年）4月1日 - 第9代校長　大橋達男　着任
  - 4月8日 - 第22回入学式　122名入学

- 2007年（平成19年）4月10日 - 第23回入学式　58名入学
  - 6月 - コンピュータ新機種導入、各教室への液晶プロジェクター整備完了
  - 9月 - 第5回学校ホームページ大賞で経済産業大臣賞を受賞

- 2008年（平成20年）4月1日 - 第10代校長　大東富雄　着任。松戸市教育委員会より，学校を核とした地域コミュニティづくり事業の指定を受ける。
  - 4月10日 - 第24回入学式

- 2009年（平成21年）4月9日 - 第25回入学式　103名入学

- 2010年（平成22年）4月1日 - 第11代校長　關俊彦　着任
  - 4月9日 - 第26回入学式　92名入学

- 2011年（平成23年）4月1日 - 松戸市教育委員会より，中学校通級指導教室の運営に関する研究の実験学校の委嘱を受ける
  - 4月8日 - 第27回入学式　84名入学

- 2012年（平成24年）4月1日 - 第12代校長　久保木晃一　着任。千葉県教育委員会より福祉教育推進校の指定を受ける。松戸市教育委員会より生徒指導の研究指定を受ける。
  - 4月10日 - 第28回入学式　86名入学

- 2013年（平成25年）4月1日 - 第13代校長　水野次郎　着任
  - 4月10日 - 第29回入学式　119名入学

- 2014年（平成26年）4月9日 - 第30回入学式
  - 5月 - 創立30周年記念式典

- 2015年（平成27年）4月1日 - 第14代校長　小野昭司　着任
  - 4月8日 - 第31回入学式

## 教育方針

### 教育目標
新しい時代を担う、知・徳・体の調和のとれた生徒を育成する。
- 学習意欲と向上心あふれた生徒の育成（知）
- 自他を愛し思いやりのある生徒の育成（徳）
- 心身共に健康でたくましい生徒の育成（体）

めざす生徒像「４本柱」
- 授業集中
- 真剣清掃
- 歌声充実
- 個性発揮

## 部活動
運動部
- バスケットボール部
- 野球部
- サッカー部
- バレーボール部
- ソフトテニス部
- 陸上部
- 剣道部
- 特設水泳部
- 特設駅伝部

文化部
- 吹奏楽部
- 美術工芸部
- パソコン部

## 歴代校長
|      | 氏名       | 着任年月日               |
| ---- | ---------- | ------------------------ |
| 初代 | 多田揚太郎 | 1985年(昭和60年)4月1日～ |
| ２代 | 南 一征    | 1988年(昭和63年)4月1日～ |
| ３代 | 福島 明    | 1991年(平成3年)4月1日～  |
| ４代 | 山内幸治   | 1995年(平成7年)4月1日～  |
| ５代 | 山根恭平   | 1997年(平成9年)4月1日～  |
| ６代 | 永井理雄   | 1999年(平成11年)4月1日～ |
| ７代 | 濱田重道   | 2002年(平成14年)4月1日～ |
| ８代 | 嚇多幸男   | 2004年(平成16年)4月1日～ |
| ９代 | 大橋達男   | 2006年(平成18年)4月1日～ |
| 10代 | 大東富雄   | 2008年(平成20年)4月1日～ |
| 11代 | 關 俊彦    | 2010年(平成22年)4月1日～ |
| 12代 | 久保木晃一 | 2012年(平成24年)4月1日～ |
| 13代 | 水野次郎   | 2013年(平成25年)4月1日～ |
| 14代 | 小野昭司   | 2015年(平成27年)4月1日～ |
| 15代 | 後藤忠幸   | 2017年(平成29年)4月1日～ |

## 交通アクセス
- JR常磐線・流鉄流山線馬橋駅下車、徒歩約21分（経路案内）。
- 京成バス 馬橋高校バス停下車、徒歩約3分（経路案内）。